# Giuseppe Baronchelli
Giuseppe Baronchelli (Brescia, 9 marzo 1971) è un allenatore di calcio ed ex calciatore italiano, di ruolo difensore.

## Carriera

### Giocatore
Dopo gli esordi in Serie C con Ospitaletto e Palazzolo, nel 1993 viene ingaggiato dal Brescia, con cui esordisce nella serie cadetta disputando 33 partite con 5 reti, e conquistando la promozione nella massima serie. All'inizio della stagione successiva, a causa dei cattivi risultati della sua squadra, subisce ripetute aggressioni ed intimidazioni da parte di un gruppo di ultras bresciani, che a fine stagione lo portano a trasferirsi alla Lucchese in comproprietà. Rientrato a Brescia dopo l'apertura delle buste, viene posto fuori rosa su pressione degli ultras, e nel mercato autunnale scende in Serie C1, giocando una stagione da titolare nel Fiorenzuola allenato da Alberto Cavasin.
A fine stagione torna a giocare in Serie A, acquistato dal Lecce: totalizza 16 presenze, senza evitare la retrocessione dei salentini nella serie cadetta. Dopo sei mesi in Spagna, all'Albacete (Seconda divisione) allenato da Luigi Maifredi, viene ingaggiato dal Cesena di Cavasin, con cui disputa una stagione e mezza in Serie B culminate con la retrocessione del 2000. Si trasferisce quindi al Catania, dove gioca due stagioni di Serie C1 ottenendo la promozione in B da capitano; nel gennaio 2003 accetta l'offerta della Florentia Viola di Diego Della Valle, scendendo in Serie C2 e ottenendo la promozione in C1, salendo poi in Serie B per gli effetti del Caso Catania.
Poco utilizzato nel campionato cadetto (anche a causa di screzi con Cavasin), viene ceduto alla Pro Sesto, in Serie C2. Conclude la carriera con una stagione nella Unione Sportiva Calcio Caravaggese, in Serie D, e una nel Montichiari, in C2.

### Allenatore
Nel campionato 2007-2008 allena il Suzzara, portando la squadra bianconera in Serie D dopo i play-off. Nel 2008-2009 passa alla guida della Caraveggese ma viene esonerato in novembre.
Nell'estate 2010 inizia una nuova avventura alla guida della Berretti del Feralpi Salò.
Dal giugno 2018 diventa direttore dell’area tecnica del Torbole Casaglia.

## Statistiche

### Presenze e reti nei club
| Stagione  | Squadra            | Campionato | Campionato | Campionato |
| Stagione  | Squadra            | Comp       | Pres       | Reti       |
| --------- | ------------------ | ---------- | ---------- | ---------- |
| 1987-1988 | Ospitaletto        | C1         | 1          | 0          |
| 1988-1989 | Ospitaletto        | C2         | 10         | 0          |
| 1989-1990 | Ospitaletto        | C2         | 28         | 0          |
| 1990-1991 | Ospitaletto        | C2         | 28         | 0          |
| 1991-1992 | Ospitaletto        | C2         | 34         | 0          |
| 1992-1993 | Palazzolo          | C1         | 26         | 0          |
| 1993-1994 | Brescia            | B          | 33         | 5          |
| 1994-1995 | Brescia            | A          | 27         | 1          |
| 1995-1996 | Lucchese           | B          | 34         | 0          |
| 1996-1997 | Fiorenzuola        | C1         | 26         | 2          |
| 1997-1998 | Lecce              | A          | 16         | 0          |
| 1998-1999 | Albacete           | SD         | 15         | 1          |
| gen.1999  | Cesena             | B          | 19         | 1          |
| 1999-2000 | Cesena             | B          | 33         | 3          |
| 2000-2001 | Catania            | C1         | 21         | 2          |
| 2001-2002 | Catania            | C1         | 24         | 1          |
| 2002-2003 | Catania            | B          | 2          | 0          |
| gen.2003  | Fiorentina         | C2         | 15         | 1          |
| 2003-2004 | Fiorentina         | B          | 3          | 0          |
| gen.2004  | Pro Sesto          | C2         | 13         | 0          |
| 2004-2005 | Calcio Caravaggese | D          | 29         | 3          |
| 2005-2006 | Montichiari        | C2         | 25         | 0          |

## Palmarès

### Giocatore

#### Competizioni nazionali
- Serie C2: 1

Florentia Viola: 2002-2003

### Competizioni internazionali
- Coppa Anglo-Italiana: 1

Brescia: 1993-1994